# Yanchi
För andra betydelser, se Yanchi (olika betydelser).
Yanchi, tidigare stavat Yenchih, är ett härad som lyder under Wuzhongs stad på prefekturnivå i den autonoma regionen Ningxia i nordvästra Kina.
På grund av sin alkaliska jordmån är det svårt att bedriva jordbruk i häradet, som är ett av de fattigaste i Kina.